# Келтски тигър
„Келтски тигър“ е прозвище на Република Ирландия в периода на бърз икономически растеж от 1990-те до 2001 г., използвано както за периода (например по времето на келтския тигър), така и за самата страна през тези години. То е аналогия на „източноазиатските тигри“, използвано за Южна Корея, Сингапур, Хонгконг, Тайван и други страни в Източна Азия, в периода на бърз растеж през 1980-те и 1990-те години.

## Келтският тигър
Келтският тигър се появява в края на 1990-те години и остава до световната икономическа рецесия от 2001 г. През онова време ирландската икономика расте с 5 – 6% годишно, повишавайки драматично жизнения стандарт изравнявайки го и дори надминавайки този в почти всички страни на Западна Европа.

### Причини
(Основни източници ((en)): Д-р Дермът Макалиси за причините Архив на оригинала от 2007-06-23 в Wayback Machine., Пазарите създадоха „гърне със злато“ в Ирландия от Бенджамин Пауъл, Коментар на списание Economist от 14 октомври 2004)
Много икономисти отдават заслугите за ирландския растеж на ниското корпоративно данъчно облагане (10 до 12,5% в края на 1990-те). Чарли Маккрийви, министър на финансите между 1997 и 2004 г., е привърженик на тази политика  и успява да намали драматично публичния дълг  Архив на оригинала от 2016-03-04 в Wayback Machine. през годините на икономическия бум.
Слабата намеса на правителството в икономиката, в сравнение с други страни от Европейския съюз и особено със страните от Източна Европа, осигуряват на американските фирми устойчива среда за работа. Нарастващата стабилност в Северна Ирландия след Белфасткото споразумение допринася за образът на стабилност на Ирландия.
Не така единодушно е отношението към преките субсидии от по-развитите членове на ЕС като Франция и Германия, които в определени години достигат 7% от БНП  Архив на оригинала от 2004-12-15 в Wayback Machine.. Тази помощ се използва за по-високи инвестиции в образователната система (университетското образование е безплатно) и във физическата инфраструктура. Тези инвестиции повишават производителността на ирландската икономика и я правят по-привлекателна за високотехнологични работодатели. Според някои икономисти ефективността на субсидиите е спорна. Членството на Ирландия в Европейския съюз от 1973, освен преките субсидии, помага на страната да получи достъп до европейските пазари. Преди това търговските връзки на Ирландия са предимно с Великобритания.
Осигуряването на субсидии и инвестиционен капитал от ирландски организации като IDA Ireland успешно привлича през 1990-те множество големи фирми като Dell, Intel и Gateway. Те инвестират в Ирландия заради членството ѝ в Европейския съюз, сравнително ниските заплати, правителствените субсидии и ниските данъци. В допълнение Ирландия разполага с млада, добре образована и английскоговореща работна сила  Архив на оригинала от 2005-02-15 в Wayback Machine.. Тези качества дават на ирландските работници възможността за лесно и ефикасно общуване с американците, а страната е и една от най-близко разположените географски до САЩ в Европа, което са важни фактори за избора на Ирландия като център за операциите на континента, в сравнение с европейски страни дори с по-ниско заплащане, като Португалия и Испания.
Една песимистична интерпретация е, че растежът до голяма степен се дължи на факта, че икономиката на Ирландия от дълго време изостава от останалата част на Западна Европа, така че се превръща в един от последните сравнително големи източници на ниско платена работна сила в Западна Европа, обаче населението на страната дори поотделно е в пъти по-малко от португалското и испанското.

### Последици
В периода на Келтския тигър Ирландия се трансформира от една от най-бедните страни в Западна Европа в една от най-богатите, надминавайки бившата метрополия Великобритания. След поредица правителства, водени от слаби и често корумпирани политици като Чарлс Хоги, страната бързо се превръща в една от най-богатите в Европа.

#### Икономически последици
- Разполагаемият доход достига рекордни нива, довеждайки до огромно повишение на потребителските разходи. Скъпите коли се превръщат в обичайна гледка в градовете из цялата страна.
- Безработицата спада от 18% в края на 1980-те до 4,9% в края на бума, а средните заплати в промишлеността достигат едно от най-високите нива в Европа.
- Инфлацията достига 5% годишно, повишавайки цените в Ирландия до нивата в Северна Европа. Най-силно засегнати са потребителските стоки, като цените в супермаркетите в Република Ирландия понякога достигат два пъти тези в Северна Ирландия.
- Публичният дълг е драматично редуциран. В края на 2001 той е около 34% от БВП, един от най-ниските в Европа, което позволява удвояването на публичните разходи без значимо повишение на данъците.

- Големи инвестиции в модернизацията на инфраструктурата и градската среда.

#### Обществени и културни последици
- Ирландската историческа тенденция към емиграция е прекратена и страната дори започва да привлича чужди имигранти. Това значително променя демографската ситуация и довежда до нарастващ мултикултурализъм, особено в района на Дъблин.
- Нарастващото благосъстояние е обвинявано за ръста на престъпността сред младите, особено нарастването на насилието, свързано с алкохола.
- Много ирландци смятат, че ирландската култура е разядена в годините на бума от засилващото се консуматорство и възприемането на американските ценности.
- Успехът на ирландската икономика повишава ниското самочувствие, измъчващо обществото от десетилетия.
- Много млади хора напускат провинцията, за да живеят и работят в големите градове, засилвайки урбанизацията на Ирландия.
- Периодът на Келтския тигър е свързан и дори предшестван от огромна промяна в обществените настроения. Разводът и хомосексуалността са легализирани, два референдума гласуват срещу забраната на абортите и две жени са избрани за президент.
- Макар да не единствена причина, Келтският тигър определено подпомага мирния процес в Северна Ирландия. Днес краят на сблъсъците е много по-реалистичен, отколкото през 1980-те.

### Критики към управлението на бума от правителството
Въпреки икономическия успех на Ирландия през периода на Келтския тигър, правителството е изправено пред силни критики за лошо управление и занемаряване на определени правителствени отговорности.
- Ирландската система на здравеопазване не е чувствително реформирана. Въпреки удвояването на бюджета за здравеопазване, списъците на чакащи, недостига на легла и липсата на персонал са широко разпространени. Системата често е наричана метафорично „Единадесетте кралства“.
- Въпреки обещанията на правителството, транспортния сектор не е реформиран. Правителственият монопол върху летищата Aer Rianta се запазва до 2004. Автобусният транспорт все още е до голяма степен контролиран от монопола Bus Eireann, а железопътният монопол Iarnrod Eireann остава силно неефективен и субсидиран.
- Пътната мрежа е претоварена и не успява да се справи с нарасналия трафик, особено в източната част на страната. Все пак през 2000-те започват да се появяват нови магистрали и подобрения на пътищата, макар и на цена, далеч по-голяма от очакваното.
- Телекомуникациите, контролирани от бившия държавен монопол Eircom, не успяват да подобрят достатъчно бързо инфраструктурата.
- За да насърчи забавянето в ръста на разходите, надявайки се да редуцира инфлацията, правителството започва да субсидира лихвите по банковите влогове.

## Спадът от 2001 – 2003
През 2001 Келтският тигър изпада във внезапен застой след половин десетилетие забележително висок растеж. Ирландския икономически спад съвпада със световната криза, най-вече заради тесните икономически връзки на Ирландия със САЩ. Основните фактори за внезапното забавяне в ръста на ирландската икономика са:
- Голям спад в инвестициите в световната ИТ-индустрия, предизвикана от свръхекспанзията на сектора в края на 1990-те и последвалия борсов срив. По това време Ирландия е основен играч в информационните технологии – тя е най-големият износител на софтуер в света, изпреварвайки дори САЩ) и европейско седалище на много американски производители на компютри.
- Епидемията от шап и атентатът от 11 септември 2001 се отразяват неготивно на туристическия и селскостопанския сектор, спирайки сериозните приходи от американски и британски туристи.
- Няколко компании преместват дейността си в Източна Европа и Китай, поради нарасналите разходи за заплати, застрахователни премии и общата загуба на конкурентност на икономиката на Ирландия.
- Нарасналата стойност на еврото засяга износа за страните извън Икономическия и паричен съюз, най-вече за САЩ и Великобритания.

Въпреки всичко кризата не се превръща в истинска рецесия, а е просто забавяне в темпа на растеж на икономиката. В края на 2003 се появяват признаци на възстановяване, като нивата на американските инвестиции отново се повишават.
Междувременно целият свят изпитва икономически затруднения. Растежът в САЩ през второто тримесечие на 2002 е само 0,3% в сравнение със същия период на 2001. Федералният резерв намалява лихвените нива 11 пъти в хода на годината, опитвайки се да стимулира икономиката. В същото време ЕС едва отбелязва растеж за 2002 и много правителства в Европа, включително тези на Германия и Франция, губят контрол върху публичните финанси и натрупват големи дефицити в нарушение на условията на Пакта за стабилност и растеж.

## Келтският тигър 2
След забавянето от 2001 и 2002, в края на 2003 растежът на ирландската икономика отново започва да се ускорява. Ирландските медии веднага използват възможността да обявят появата на Келтски тигър 2. През 2004 растежът на Ирландия е най-високия сред 15-те стари членове на ЕС със стойност от 4,5% и подобна прогноза за 2005. Тези стойности контрастират с много по-ниските нива (1 – 3%) в повечето европейски икономики, включително тези на Германия, Франция и Италия.
В самата Ирландия се водят спорове за причините за повторния икономически бум. Според скептиците той се дължи главно на големия ръст в стойността на жилищата и временния ръст на заетостта в строителния сектор, докато други твърдят, че има и други фактори за растежа. Някои от тях са:
- Продължаващите инвестиции от мултинационални компании. Intel подновява разширението на дейността си в страната, Google базира свои основни офиси в Дъблин, Abbott Laboratories изглаждат нови мощности, а Bell Labs подготвят откриването на нов завод в близко бъдеще.
- Успешните опити да се привлекат вискоквалифицирани работни места в Ирландия.
- Възстановяването на туризма след три тежки години за сектора.
- Възстановяването в САЩ също оказва значително влияние, поради тесните икономически връзки между двете страни.
- Възстановяването на ИТ-сектора (Ирландия произвежда 25% от персоналните компютри в Европа).

## Предизвикателства и заплахи
Новият бум през 2004 се дължи най-вече на един сектор – строителството, което едва сега достига нивата на търсене, предизвикани от първия период на растеж. Много специалисти предупреждават за предстоящ срив в цените на недвижимите имоти. В края на 2004 наемите в цялата страна започват да спадат, като през годината са построени 80 000 нови жилища. За сравнение, във Великобритания, страна с 15 пъти по-голямо население, те са 160 000.
Нарастващите заплати, инфлацията, лошата инфраструктура, прекомерните публични разходи и приемането на осем нови страни в Европейския съюз през 2004 са само няколко нови заплахи за запазването на конкурентоспособността на ирландската икономика и за продължаване на растежа. Днес заплатите в страната са значително по-високи от средното за ЕС, особено в района на Дъблин. Конкурентния натиск ще засегне ниско до средноквалифицираните работни места, най-вече в промишлеността. Забелязва се изместване извън страната и на много вискоквалифицирани работни места. Например през 2004 от Ирландия в Полша са преместени няколкостотин работни места от счетоводното подразделение на Philips. Опитвайки се да се противопостави на тази тенденция, правителството създава Научна фондация Ирландия  Архив на оригинала от 2005-07-12 в Wayback Machine., за да подпомогне образованието и да инвестира в научни инициативи.
Друга възможна заплаха е прекалената зависимост на Ирландия от вноса на петрол. От години страната се опитва да ограничи тази зависимост, като разработва своите находища на торф, строи голям язовир на река Шанън и разработва газови полета в своя шелф. Въпреки това днес хидроенергийният потенциал се използва с максималните възможности, както и газта, а торфът не е икономически ефективен. Всичко това води до нарастваща необходимост от петрол. Едно възможно решение е разработването на огромния потенциал на Ирландия за вятърна енергия. В процес на строителство е най-голямата в света морска вятърна електроцентрала близо до източния бряг на острова, край Арклоу. Според някои изследвания вятърната енергия надхвърля нуждите на страната, но тя произвежда едва около 5% от електричеството.